# Louis Desprez
Louis Desprez (París, 1799–1870) fue un escultor francés. 
Fue alumno de François Joseph Bosio. Viajó a Roma tras ganar el Premio de Roma de Escultura en 1826. Sobresalió principalmente por sus bustos y estatuas de retrato.

## Obras
- L'Ingénue ou la jeune fille au limaçon, 1843. Museo de Picardia, Amiens. (49°53′26″N 2°17′42″E / 49.89056, 2.29500)

### En San Sulpice, París

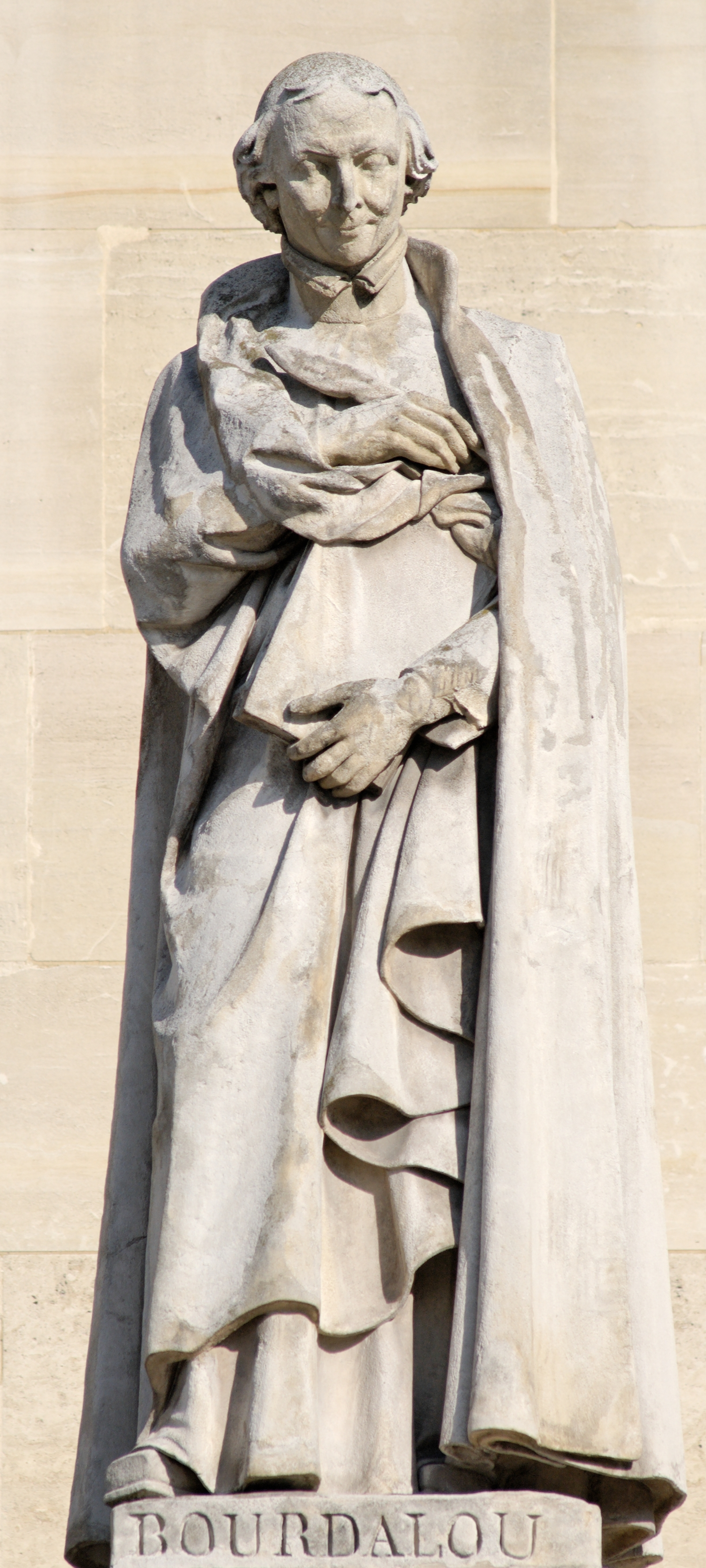
Bourdaloue

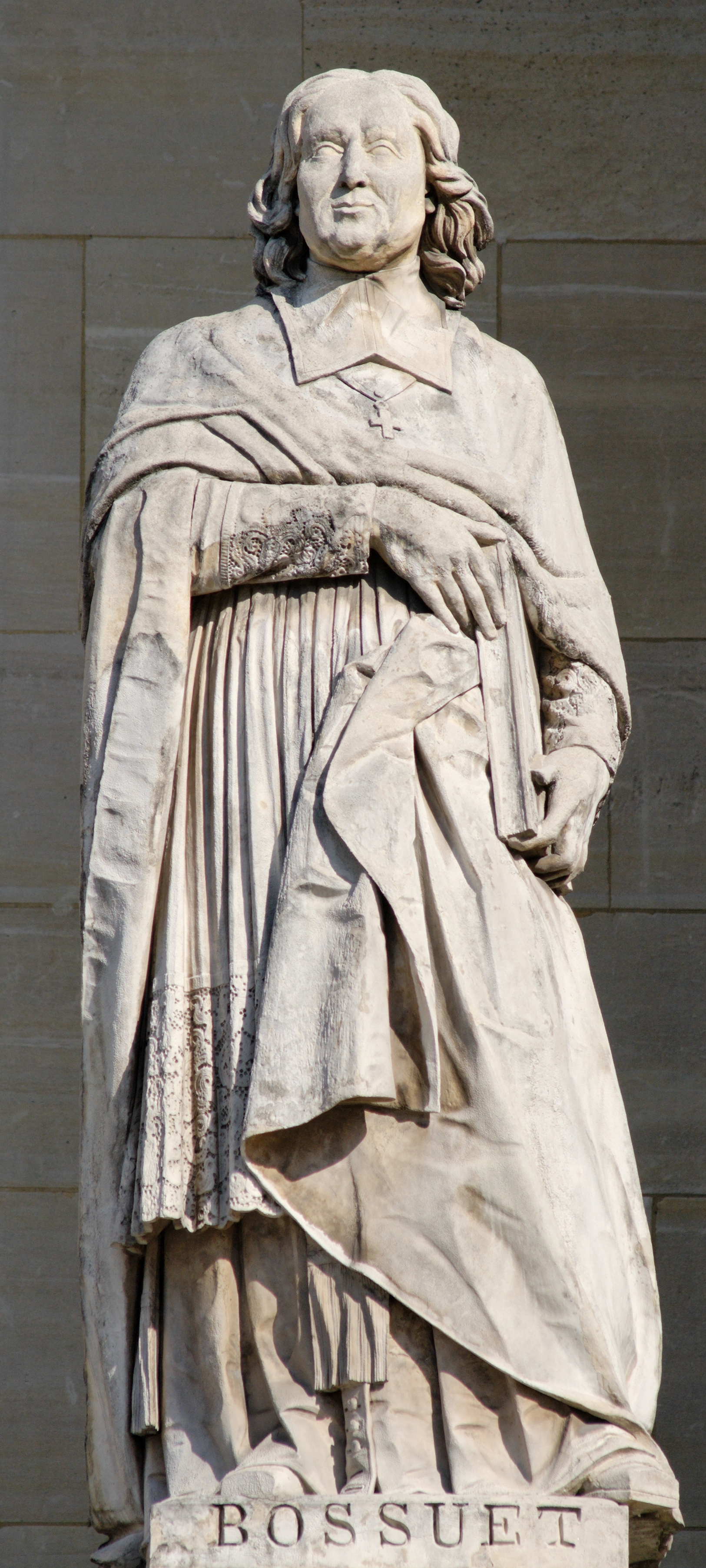
Bossuet

- Retrato de Fléchier En la Fuente de los inocentes de la plaza San Sulpicio de París. (imagen)

Entre 1844 y 1847 se construyó la Fuente de la plaza San Sulpicio. El proyecto fue edificado por el arquitecto Louis Visconti (1791–1853). Como escultores participaron Jean-Jacques Feuchère, François Lanno, Louis Desprez y Jacques-Auguste Fauginet, realizando cada uno de ellos respectivamente, la figura de los obispos Jacques-Bénigne Bossuet (al norte) , Fénelon (al oeste), Esprit Fléchier (al este) y Jean-Baptiste Massillon (al sur) .

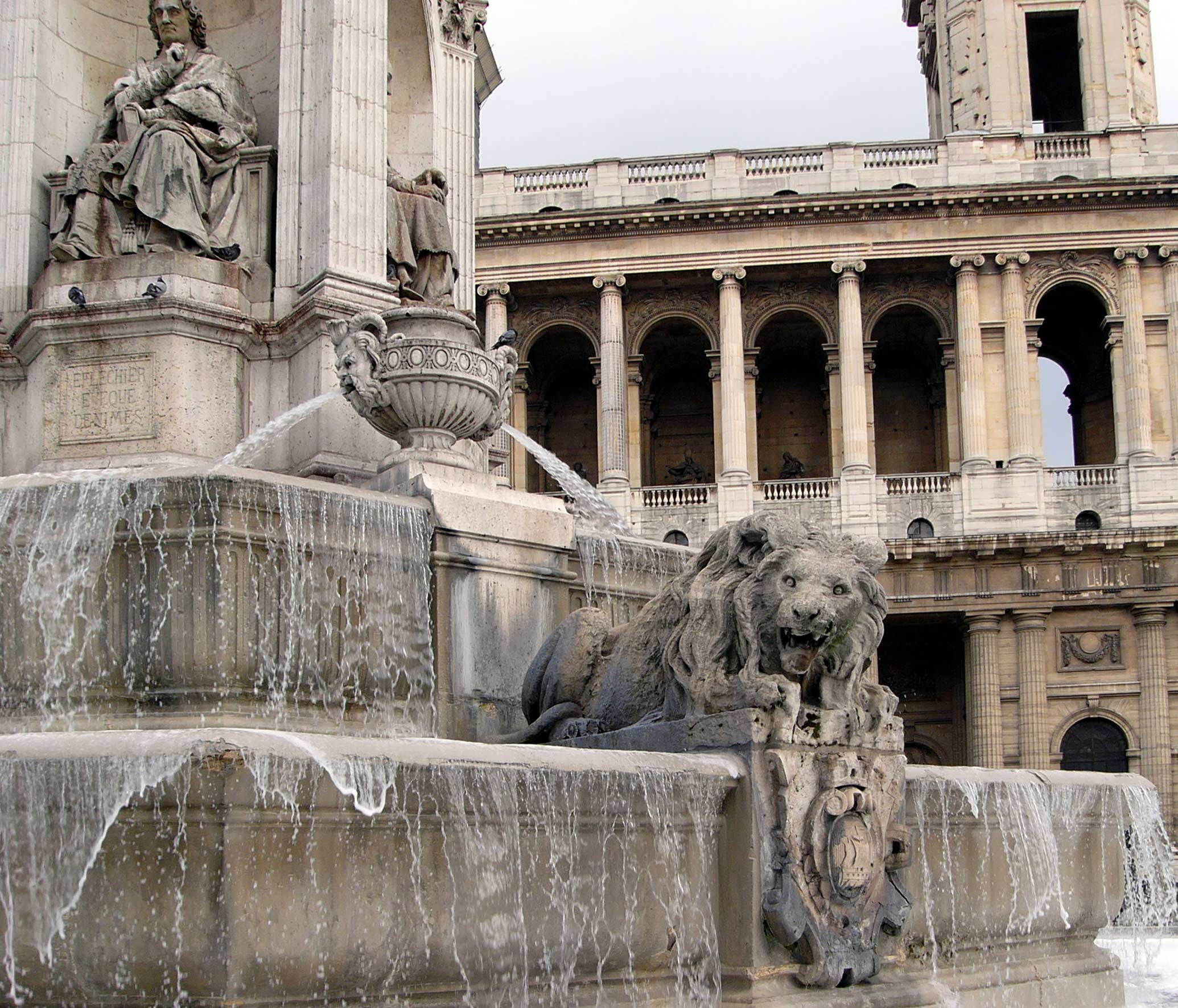
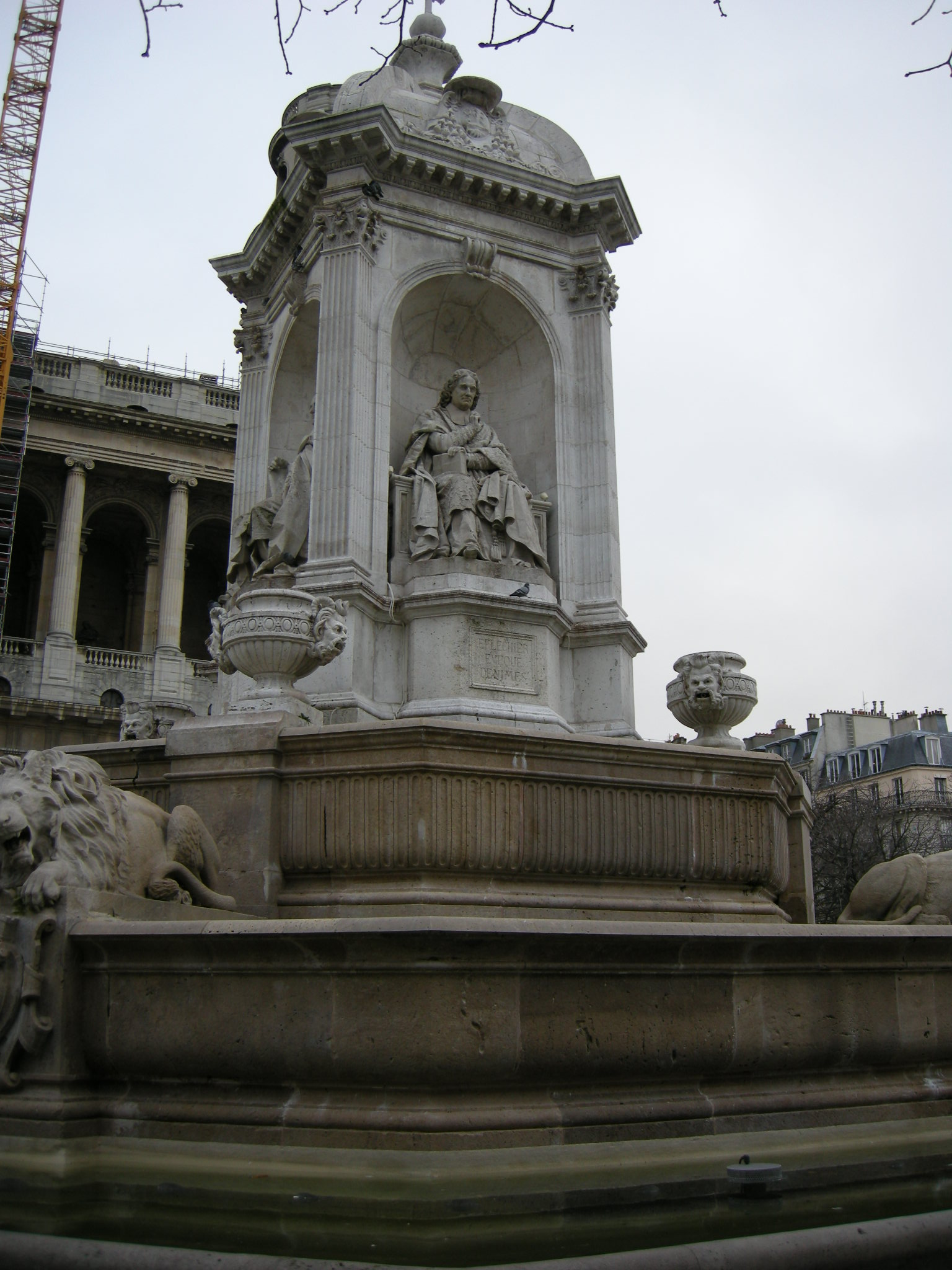
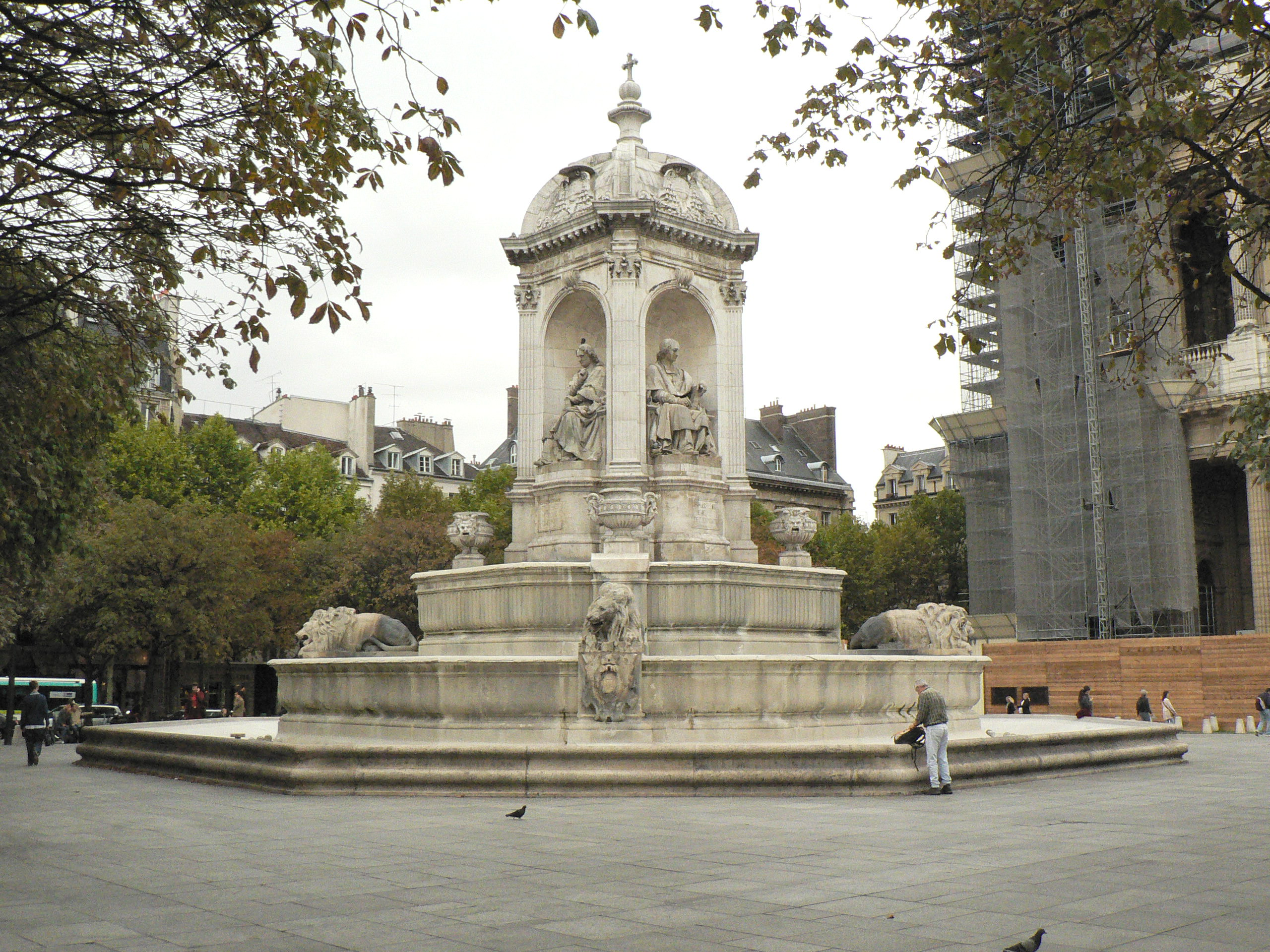
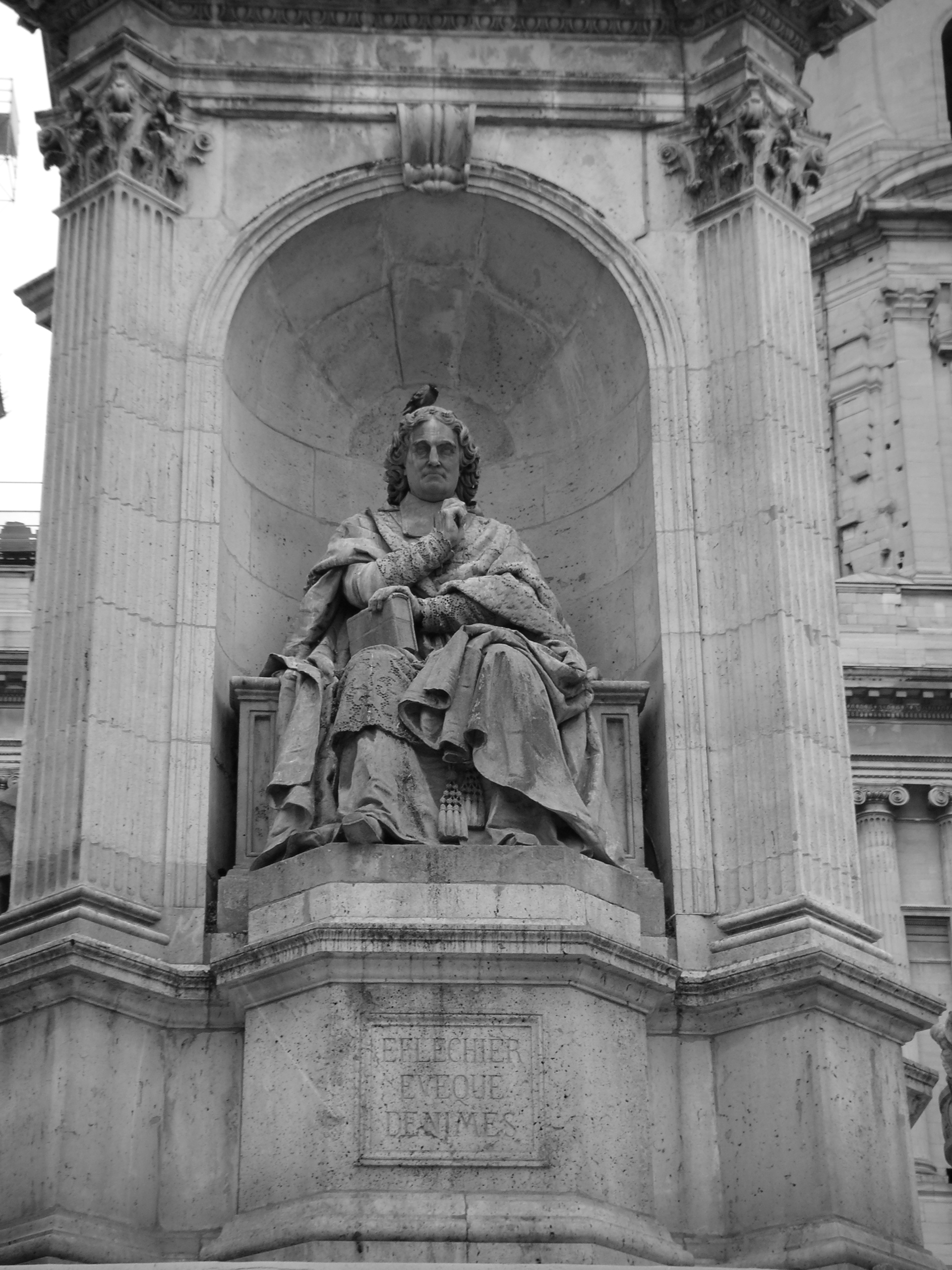

(pinchar sobre la imagen para agrandar) 

### En elLouvre, París
48°51′41.04″N 2°20′9.60″E / 48.8614000, 2.3360000
- Retrato de Louis Bourdaloue, piedra, posterior a 1853. Séptima estatua del Pabellón Richelieu hacia el Pabellón Colbert, Cour Napoléon Louvre. (imagen)
- Retrato de Bossuet, piedra, posterior a 1853. Décima estatua del Pabellón Richelieu hacia el Pabellón Colbert, Cour Napoléon Louvre. (imagen)

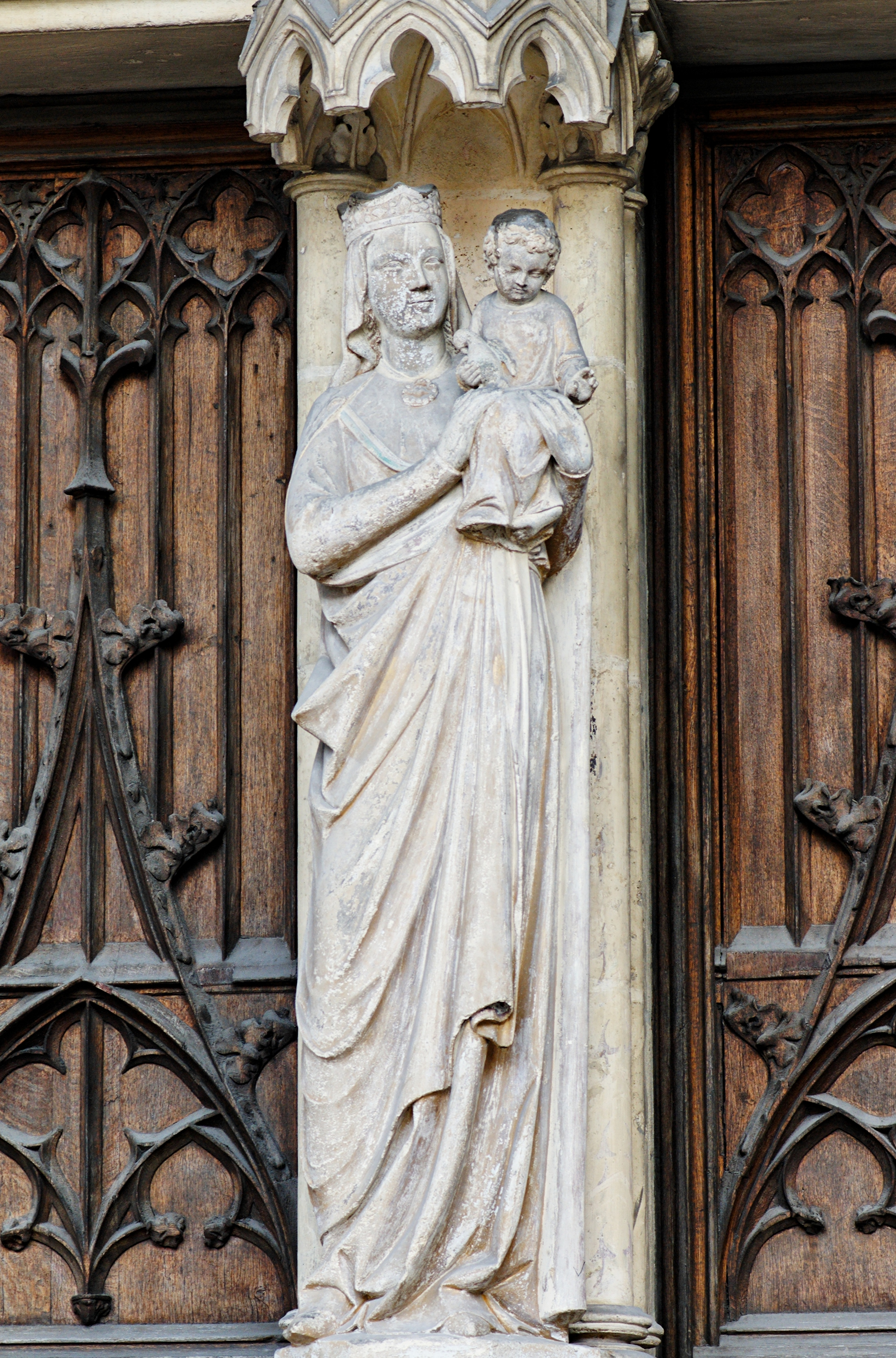
Virgen con el Niño (1841)
Columna central de la
puerta principal de
Saint-Germain l'Auxerrois

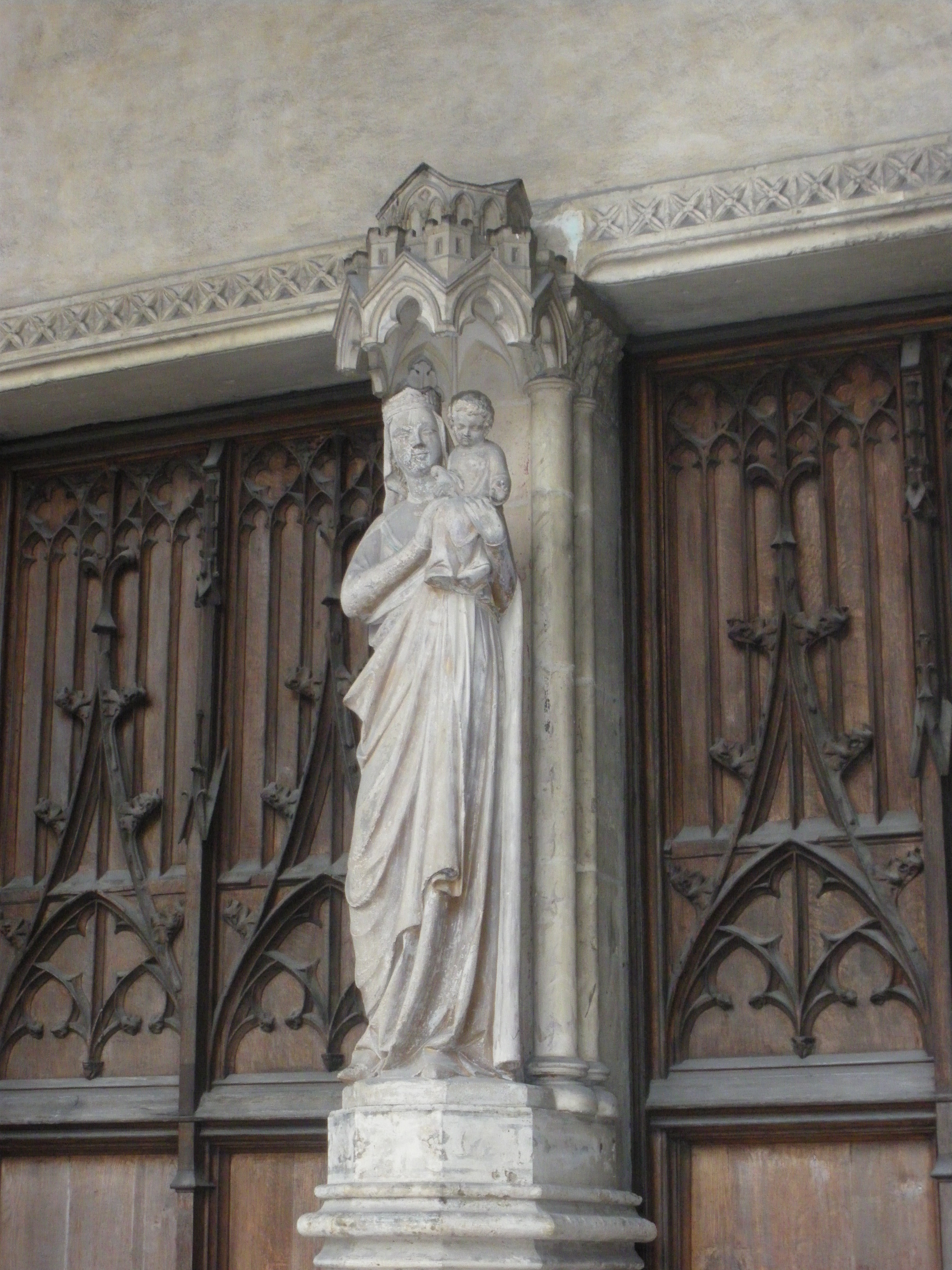
Portal

### EnSaint-Germain l'Auxerrois, París
48°51′35.4″N 2°20′26.9″E / 48.859833, 2.340806
- Virgen con el Niño (1841) a partir de la estatua gótica original. Columna central de la puerta principal de Saint-Germain l'Auxerrois, París

Las figuras del pórtico, realizadas a partir del ideario gótico:

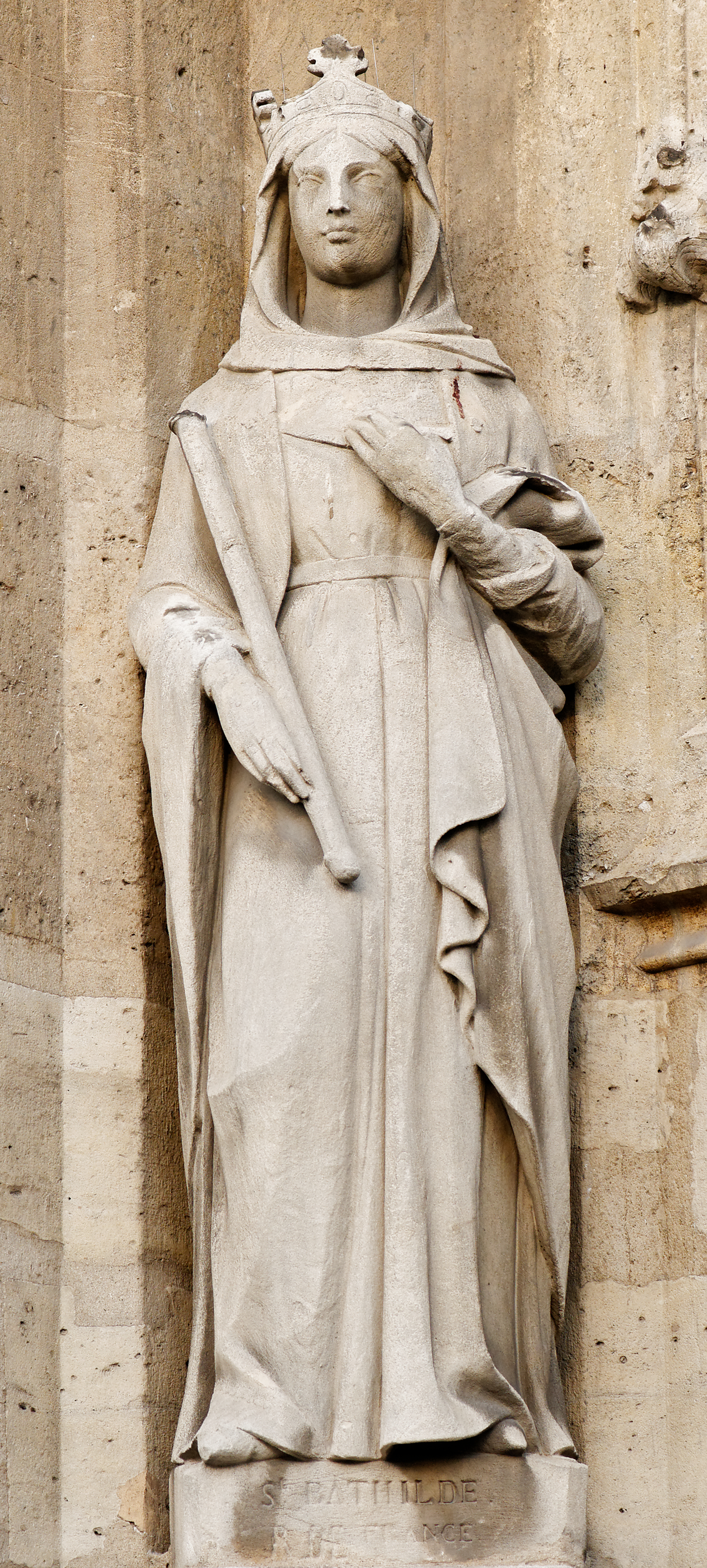
Santa Batilde
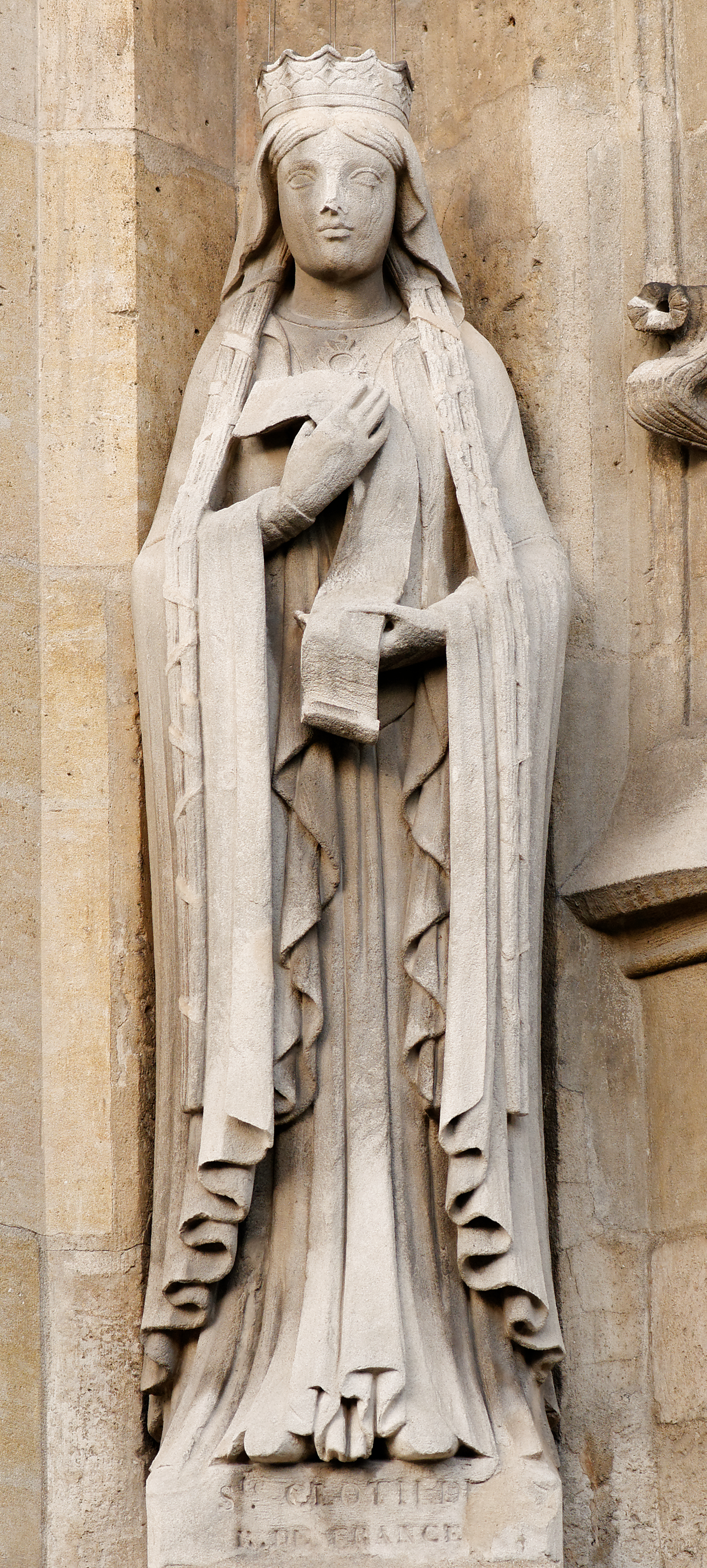
Santa Clotilde
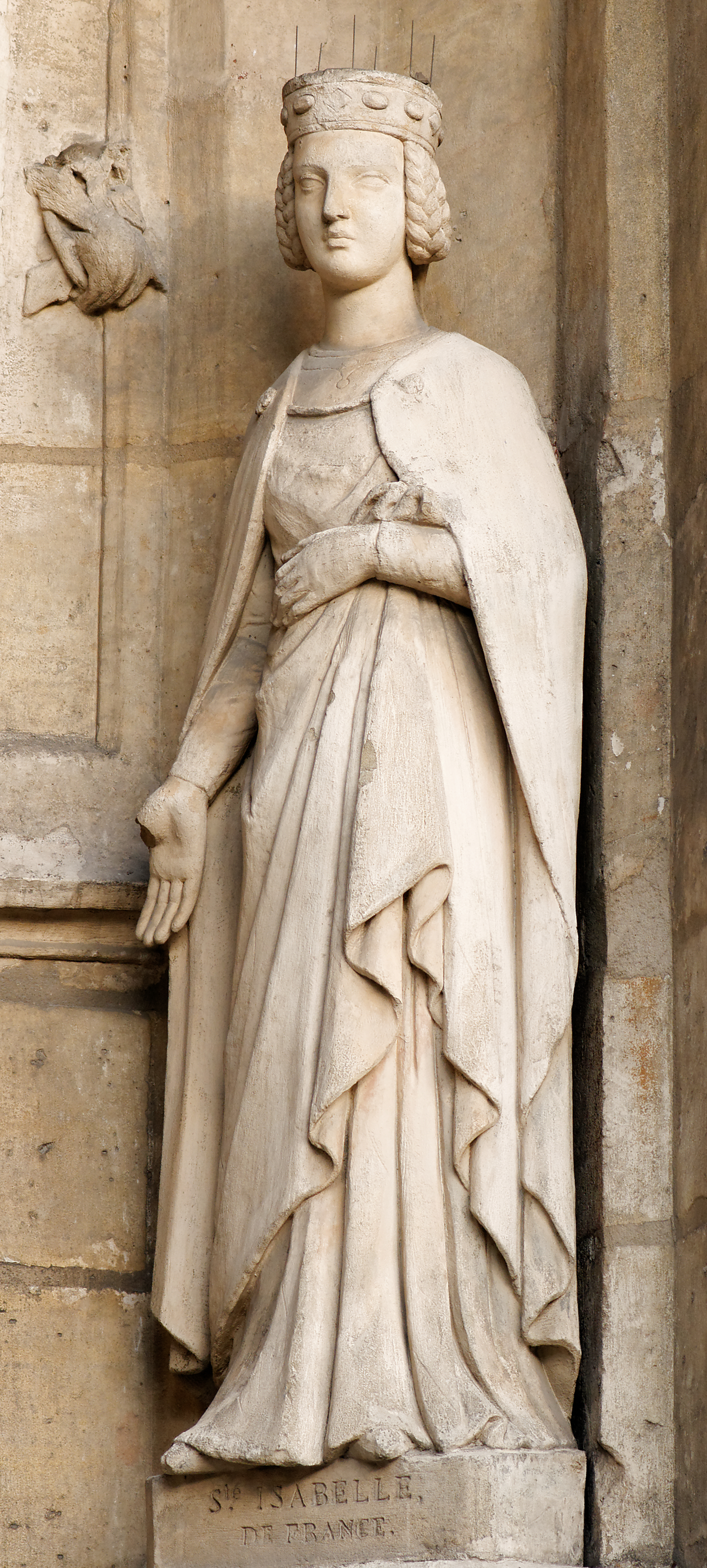
Santa Isabel de Francia

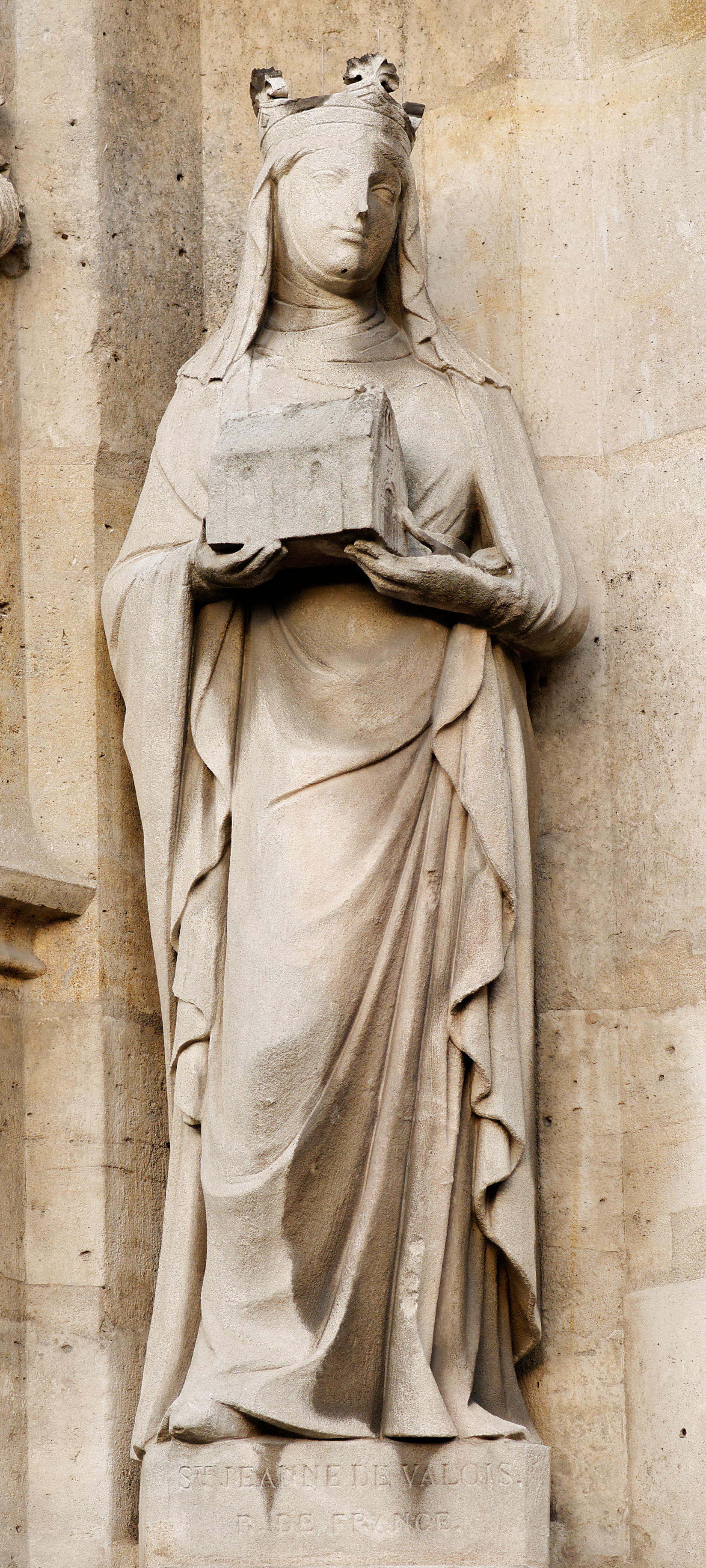
Santa Juana de Valois
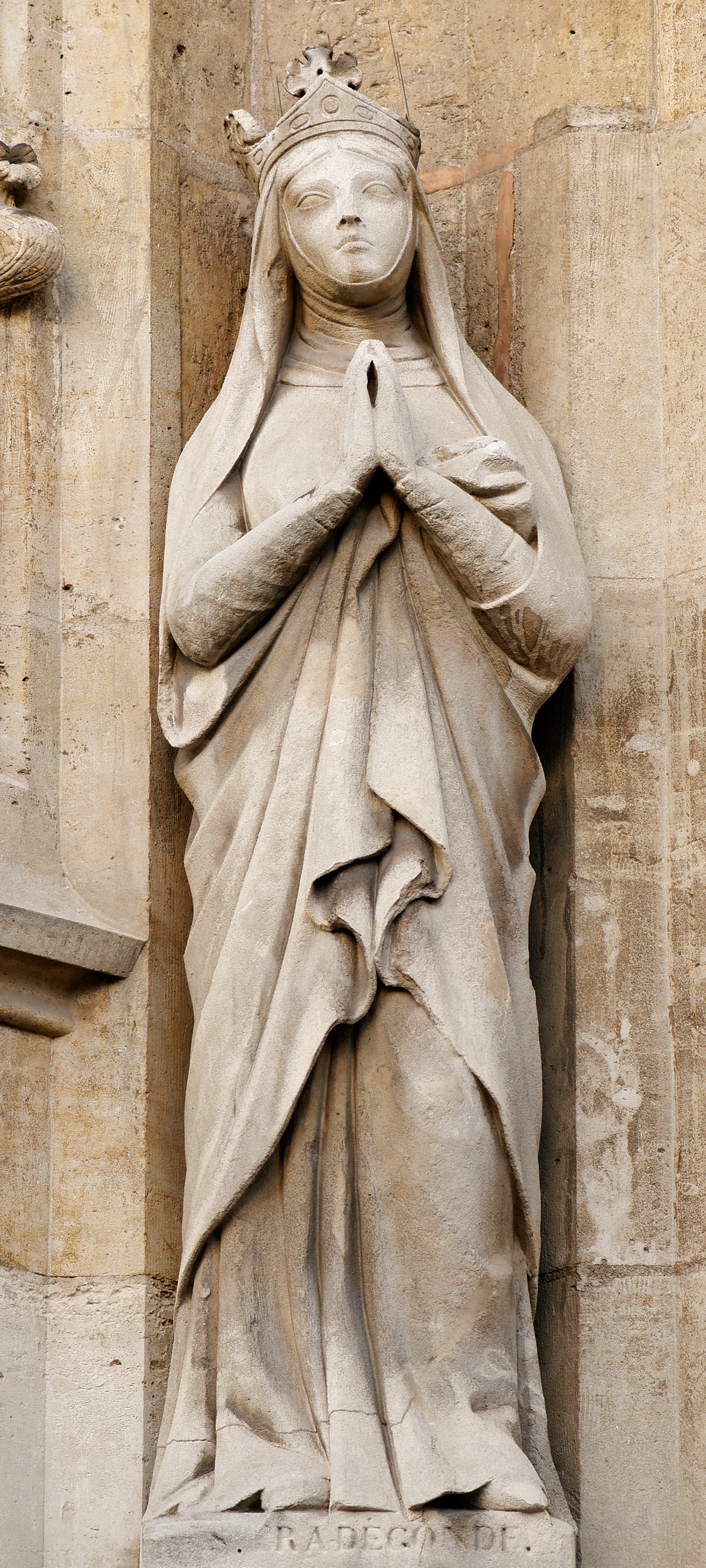
Santa Radegunda
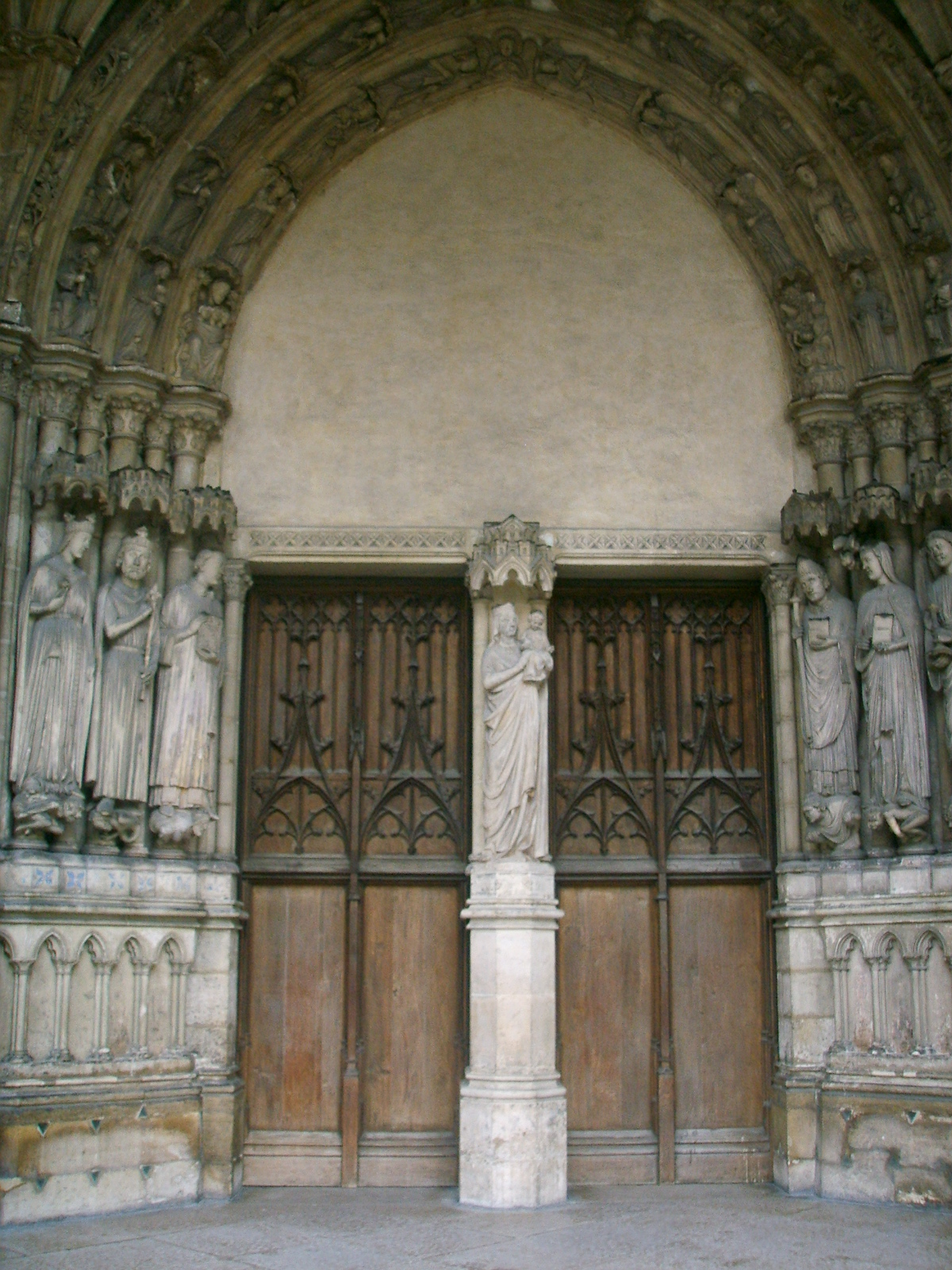
Vista general del portal

(pinchar sobre la imagen para agrandar) 